# Šárka Kašpárková
Šárka Kašpárková (República Checa, 20 de mayo de 1971) es una atleta checa, especializada en la prueba de triple salto en la que llegó a ser campeona mundial en 1997.

## Carrera deportiva
En las Olimpiadas de Atlanta 1996 ganó la medalla de bronce en el triple salto.
Al año siguiente, en el Mundial de Atenas 1997 ganó la medalla de oro en la misma prueba, llegando hasta los 15.20 m que fue récord nacional de su país, superando a la rumana Rodica Mateescu que con 15.16 también batió el récord nacional de Rumania, y la ucraniana Olena Hovorova, bronce con 14.67 m, que fue su mejor marca personal.